# Daniel Fridman
Daniel Fridman (Riga, 15 de febrer de 1976), és un jugador d'escacs alemany d'origen letó, que té el títol de Gran Mestre des de 2001. Va representar internacionalment Letònia fins a 2007, i Alemanya a partir d'aquell any. Ha estat Campió de Letònia el 1996, i Campió d'Alemanya el 2008, el 2012 i el 2014.
A la llista d'Elo de la FIDE del gener de 2023, hi tenia un Elo de 2595 punts, cosa que en feia el jugador número 11 (en actiu) d'Alemanya. El seu màxim Elo va ser de 2665 punts, a la llista de juliol de 2009 (posició 67 al rànquing mundial).

## Primers anys
En Fridman va aprendre a jugar als escacs de ben jove, al voltant dels quatre anys. Aviat va obtenir èxits a nivell local, i en torneigs per edats nacionals i internacionals. El seu millor resultat en etapa juvenil fou una medalla de bronze a Duisberg el 1992, a la categoria Sub-16 del Campionat del món de la joventut.
A mitjans dels anys 1990, en Fridman ja era un reputat jugador a Letònia, i hi va guanyar el Campionat nacional el 1996, després d'haver ja obtingut el 1994 el títol de Mestre Internacional. Un cop ja en categoria sènior, va triomfar en diversos torneigs, com ara el Wichern Open a Hamburg el 1997 (segona plaça ex aequo, rere Serguei Movsessian) i el de Senden el 1998 (guanyador ex aequo amb Frank Holzke).
El 1999 va anar a viure a Alemanya, i va obtenir el títol de Gran Mestre, el 2001.

## Èxits posteriors
La majoria de les victòries de Fridman en torneigs importants han ocorregut després del 2000. Ha quedat primer, empatat o en solitari, a Essen (grup 'B') 2001, Recklinghausen Summer Open 2002, Zúric Christmas Open 2002, Southampton, Bermuda 2003 (grup 'B'), Stratton Mountain 2004, obert de Marsella 2006, Nuremberg 2006, Lausanne 2006, Venaco (Còrsega) 2006, i l'obert internacional de Liverpool de 2007. El 2005 empatà al segon lloc al fort torneig obert Bajada de la Virgen a Santa Cruz de La Palma (el campió fou Kamil Mitoń). L'abril de 2007, empatà als llocs 2n-4t amb Borís Guélfand i Ivan Sokolov al torneig actiu del Festival d'escacs de Cañada de Calatrava (el campió fou Aleksei Xírov),
Ha guanyat també el Campionat d'Alemanya a Bad Wörishofen el 2008, per damunt de Klaus Bischoff. Va guanyar el 19è Memorial Andersen a Wrocław, disputat entre finals de juny i començaments de juliol de 2010.
És un reconegut mestre dels escacs ràpids, i entre altres victòries, ha obtingut primers llocs al concurs de ràpides d'Essen de 2000 i l'obert holandès de ràpides de 2008. En torneigs per internet, ha tingut èxits als torneigs de Dos Hermanas de 2004 i 2005.
Entre l'agost i el setembre de 2011 participà en la Copa del món de 2011, a Khanti-Mansisk, un torneig del cicle classificatori pel Campionat del món de 2013, i hi tingué una bona actuació. Avançà fins a la segona ronda, quan fou eliminat per Xakhriar Mamediàrov (1½-2½).
El febrer de 2013 fou sisè al primer Grenke Chess Classic, un torneig de categoria XIX (el campió fou Wiswanathan Anand).
El setembre del 2014 empatà al segon lloc amb David Baramidze al 2n Grenke Chess Classic amb 4 punts de 7, un punt menys que el campió, Arkadij Naiditsch.
El 18 de desembre de 2022 Fridman fou tercer al Campionat d'Europa d'escacs ràpids amb una puntuació de 9 sobre 11 punts, per sota de Jaime Santos Latasa i de David Navara.

### Participació en competicions per equips
Fridman va representar l'equip de Letònia (al quart tauler), a l'Olimpíada d'Erevan de 1996, i també al Campionat d'Europa per equips de Pula, el 1997. Va tornar a l'equip letó, com a primer tauler, a l'Olimpíada de Calvià de 2004 i a l'Olimpíada de Torí de 2006. Un cop obtinguda la nacionalitat alemanya, va canviar també de federació escaquística, i com a campió nacional alemany de 2008, fou inclòs automàticament en l'equip alemany que participà en l'Olimpíada de Dresden 2008.

## Vida privada
En Fridman està casat amb la Gran Mestre Femení (WGM) (i Mestre Internacional) estatunidenca Anna Zatonskih, amb qui té una filla, Sofia, nascuda el 2007. El germà petit de Daniel Fridman, Rafael, (nascut el 1979) és també jugador d'escacs, amb el títol d'MI.